# Cornelis Saftleven
Cornelis Saftleven (Gorinchem c. 1607 - Roterdã, 1 de junho de 1681) foi um pintor holandês da Idade de Ouro.

## Biografia
Ele nasceu em uma família de artistas, e aprendeu a pintar com seu pai Herman, junto com seus irmãos Abraham e Herman Saftleven, o Jovem. Ele viveu por um tempo em Utrecht com seu irmão.
Após o treinamento em Roterdã, possivelmente com seu pai, Cornelis viajou para a Antuérpia em torno de 1632. Entre seus primeiros trabalhos estão retratos influenciados por Adriaen Brouwer. Em 1634, Cornelis estava em Utrecht, onde seu irmão Herman Saftleven, o Jovem vivia, e os dois começaram a pintar interiores de estábulos, um novo tema na pintura de gênero camponesa. Em 1637, Cornelis estabeleceu-se em Roterdã, onde se tornou reitor da guilda de São Lucas em 1667.